# Mord 101
Mord 101 ist ein von Bill Condon fürs Fernsehen inszenierter Thriller. Seine Premiere erlebte der Film am 20. März 1991 im US-Fernsehen.

## Handlung
Charles Lattimore ist Autor eines Bestsellers über einen berühmten Mordfall. Er belastete mit seinen Recherchen den Ehemann der ermordeten Frau, der inhaftiert wurde.
Lattimores Ex-Ehefrau Laura bittet ihn, an einem College eine Reihe der Vorträge über die schriftstellerische Arbeit abzuhalten. Die Studenten sollen als Übung ihre Ideen für 'perfekte Morde' aufschreiben.
Eine der Studentinnen bittet Charles um ein Treffen. Sie wird ermordet aufgefunden, daraufhin wird Lattimore als Täter verdächtigt. Er selbst vermutet, dass der Mord nur deswegen begangen wurde, damit er damit belastet wird. Der Lebensbegleiter von Laura wird ebenfalls ermordet.
Einer der Studenten hilft Lattimore, den Mörder zu entlarven. Als Schuldiger entpuppt sich ein Polizist, der mit der vor Jahren ermordeten Frau ein Verhältnis hatte. Der Polizist will Lattimore und den Studenten töten, seine Kollegen verhindern dies. Da der Student das Geschehen heimlich mit einem Tonbandgerät mitschnitt, wird der Mörder überführt und verhaftet.

## Kritiken
- Es sei Ironie, dass ein Film, dessen Handlung an einer Hochschule spiele, so wenig Intelligenz besitze. (Jack Sommersby, Efilmcritic.com)

- Krimi-Puzzle in einer gediegenen Fernseh-Inszenierung. (Handbuch der katholischen Filmkritik XV.)

## Auszeichnungen
- Edgar Allan Poe Award im Jahr 1992